# 蒜蓉包

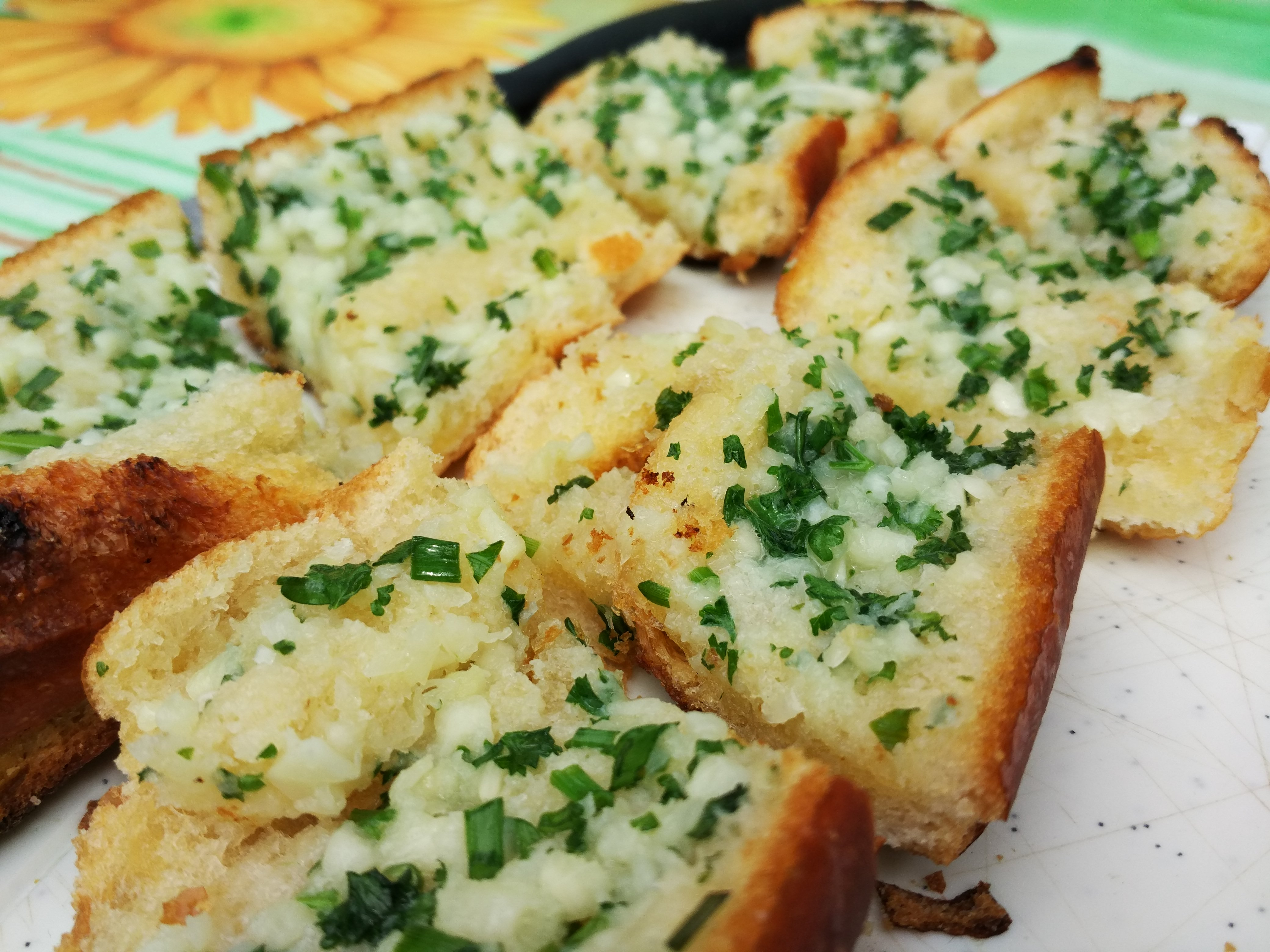
蒜蓉包

蒜蓉包是一種麵包食品，用麵包（通常是法國麵包）在上面加上大蒜和橄欖油或黃油（可能包括香草如牛至或細香蔥）。然後將其炙烤或在傳統烤箱或麵包烤箱中烘烤而製成。